# Maurice Rich
Maurice William Rich (* 20. Januar 1932; † 22. Oktober 2022) war ein australischer Weit- und Dreispringer.

## Karriere
Maurice Rich schied im Dreisprung-Wettkampf bei den Olympischen Spielen 1956 in Melbourne in der Qualifikation als 27. aus.
1958 wurde er bei den British Empire and Commonwealth Games in Cardiff Vierter im Dreisprung mit seiner persönlichen Bestleistung von 15,45 m und scheiterte im Weitsprung in der Vorrunde.
1959 wurde er Australischer Meister im Weitsprung.